# 4700 Carusi
4700 Carusi eller 1986 VV6 är en asteroid i huvudbältet som upptäcktes den 6 november 1986 av den amerikanske astronomen Edward L.G. Bowell vid Anderson Mesa Station. Den är uppkallad efter Andrea Carusi.
Asteroiden har en diameter på ungefär 7 kilometer och den tillhör asteroidgruppen Astraea.